# Alexander Wayne Watson
Alexander Wayne Watson, Jr. (24 de septiembre de 1969) es un asesino en serie estadounidense. Originalmente se le impuso cadena perpetua por el asesinato de una mujer en Forestville, Maryland, en 1994, pero posteriormente el ADN de Watson coincidió con otros tres asesinatos cometidos años antes en el condado de Anne Arundel. Se declaró culpable de estos crímenes y recibió cuatro cadenas perpetuas adicionales.

## Asesinatos
El primer asesinato tuvo lugar el 8 de octubre de 1986, cuando Boontem Anderson, de 34 años y madre de dos hijos, fue asesinada en su casa en Gambrills. Ese día estaba de permiso por enfermedad de su trabajo en Fort Meade. Su cuerpo desnudo fue descubierto en la bañera por el hijo de 11 años de su prometido; había sido violada, apuñalada y estrangulada hasta morir. Watson, menor de edad en ese entonces, vivía a tan solo un par de kilómetros de distancia y conocía a la familia a través de su hijo, con el que trabajaba en un restaurante de comida rápida.
El 23 de mayo de 1988, Mary Elaine Shereika, de 37 años, se encontraba trotando temprano por la mañana antes de ir a su trabajo, pero nunca apareció en su lugar de empleo. Su prometido la reportó como desaparecida.  Más tarde ese día, un granjero de Gambrills que araba su campo de centeno encontró el cuerpo parcialmente vestido de Shereika; había sido violada, apuñalada y estrangulada, y se encontró un calcetín ensangrentado junto al cuerpo. Similar al caso de Anderson, Watson vivía cerca de la víctima y la conocía. Esa mañana, mientras Watson consumía drogas en el parque, Shereika pasó cerca de él. Después de decidir que podría salirse con la suya una segunda vez, la alcanzó, la arrastró al campo y procedió a matarla.
A inicios de la década de 1990, Watson se casó y tuvo un hijo; seguidamente se mudó con su familia al complejo de apartamentos Southgate, en Glenn Burnie. El 15 de enero de 1993, Lisa Kathleen Haenel, de 14 años y estudiante de noveno grado de la Escuela Secundaria Old Mill, desapareció mientras recorría su camino habitual hacia la escuela. La madre de Haenel la reportó como desaparecida y se inició una búsqueda. El novio de la madre encontró el cuerpo de Lisa a la mañana siguiente, tirado en un barranco detrás de las instalaciones de la escuela; estaba desnuda casi por completo, excepto por un calcetín, y el cuerpo exhibía heridas de puñaladas y marcas de estrangulamiento. A diferencia de las víctimas anteriores, Haenel no fue agredida sexualmente, por lo que no fue posible extraer líquido seminal; sin embargo, se logró recolectar el ADN del asesino gracias a un cigarrillo sin fumar de la marca Newport que se encontró cerca del cuerpo, el cual tenía restos de sangre de Lisa en el extremo quemado y saliva del asesino en el otro.
Watson cometió su último asesinato el 13 de junio de 1994, siendo su víctima Debra Cobb, una gerente de oficina de 37 años, durante un robo en su lugar de trabajo en Forestville. Poco tiempo después, Watson fue detenido como sospechoso, ya que trabajaba en la misma zona de oficinas. En el juicio, Watson se declaró culpable de asesinato en primer grado, culpando a su adicción al crack del brutal crimen. Tras recibir cadena perpetua en diciembre de 1994, fue trasladado a la Institución Correccional de Jessup; no fue vinculado con los demás asesinatos sino hasta después de una década.

## Divulgación
Gracias al uso de avances en la tecnología del ADN, la evidencia recolectada de las tres escenas del crimen se introdujeron en CoDIS, y, a su debido tiempo, las muestras se vincularon a Watson. Fue acusado de los tres asesinatos en 2004 y, en su juicio de 2007, Watson se declaró culpable de todos los cargos. Cuando se le preguntó acerca de otros crímenes que pudo haber cometido, Watson lo negó, alegando que solo esos tres asesinatos eran obra suya. Su sentencia fue de otras cuatro cadenas perpetuas, que debían cumplirse simultáneamente con la anterior. Watson fue trasladado a la Institución Correccional North Branch, donde permanece encarcelado en la actualidad.